# Griesenwerder

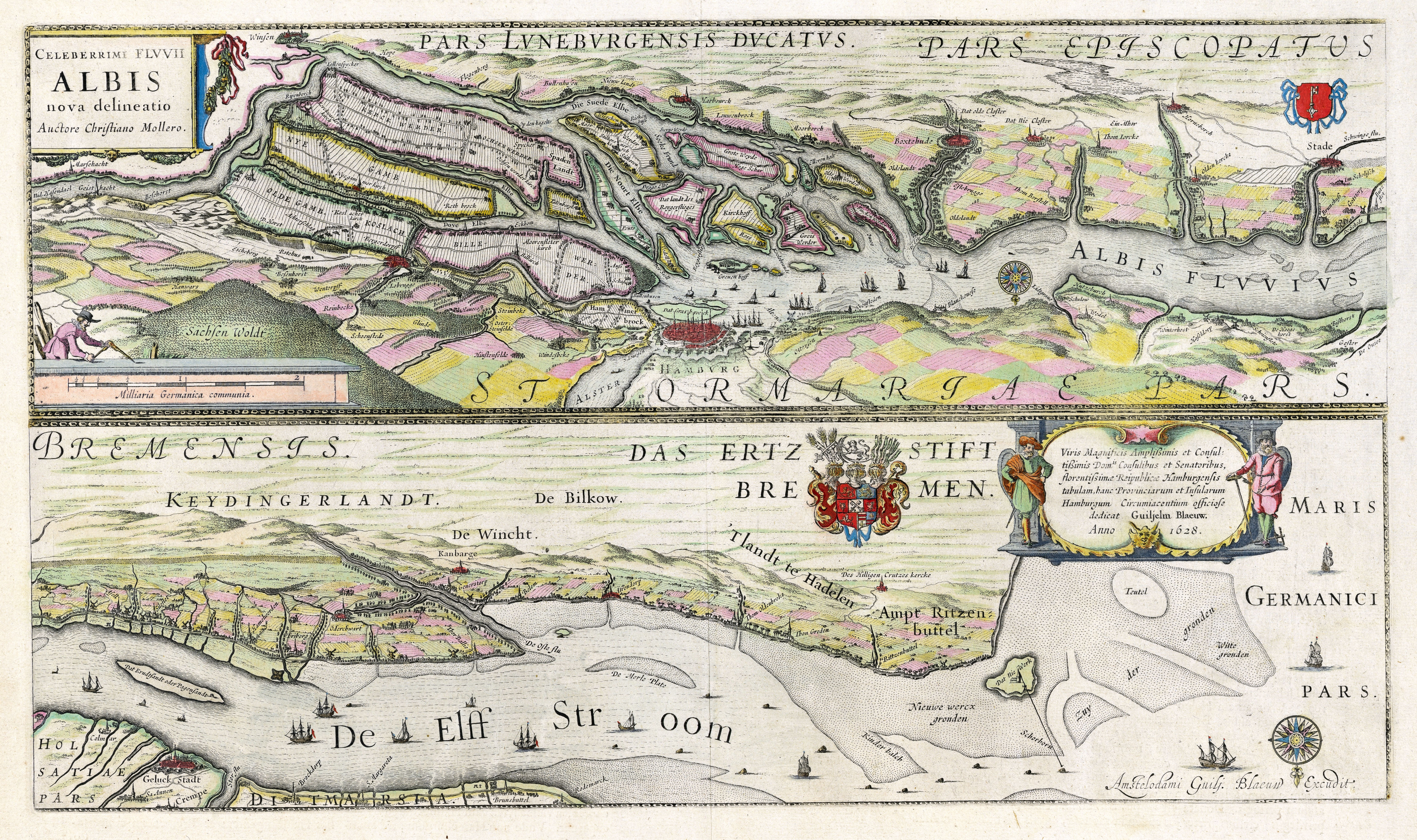
Karte von Blaeuw aus dem Jahr 1628

Griesenwerder war eine Flussinsel der Elbe in Hamburg, die um das Jahr 1200 aus einem Teil der zerfallenen Insel Gorieswerder entstand; später mit der ehemaligen Elbinsel Rugenbergen zusammengefasst, bildet Griesenwerder den nördlichen Teil der Insel Hamburg-Waltershof und gab dem ehemaligen Griesenwerder Hafen seinen Namen.
Politisch gelangte Griesenwerder 1768 mit dem Gottorper Vertrag zu Hamburg. Zuvor war es holsteinisch.
Koordinaten: 53° 31′ 40″ N, 9° 54′ 35″ O